# Latonia Lakes
Latonia Lakes és una població dels Estats Units a l'estat de Kentucky. Segons el cens del 2000 tenia 325 habitants.

## Demografia
Segons el cens del 2000, Latonia Lakes tenia 325 habitants, 113 habitatges, i 88 famílies. La densitat de població era de 418,3 habitants/km².
Dels 113 habitatges en un 31% hi vivien nens de menys de 18 anys, en un 50,4% hi vivien parelles casades, en un 19,5% dones solteres, i en un 22,1% no eren unitats familiars. En el 20,4% dels habitatges hi vivien persones soles el 9,7% de les quals corresponia a persones de 65 anys o més que vivien soles. El nombre mitjà de persones vivint en cada habitatge era de 2,88 i el nombre mitjà de persones que vivien en cada família era de 3,2.
Per edats la població es repartia de la següent manera: un 25,5% tenia menys de 18 anys, un 10,8% entre 18 i 24, un 29,5% entre 25 i 44, un 23,4% de 45 a 60 i un 10,8% 65 anys o més.
L'edat mediana era de 36 anys. Per cada 100 dones de 18 o més anys hi havia 112,3 homes.
La renda mediana per habitatge era de 23.333 $ i la renda mediana per família de 27.188 $. Els homes tenien una renda mediana de 22.500 $ mentre que les dones 18.125 $. La renda per capita de la població era de 12.876 $. Entorn del 25,3% de les famílies i el 24,4% de la població estaven per davall del llindar de pobresa.

## Poblacions més properes
El següent diagrama mostra les poblacions més properes.